# Kanten (Kanu)

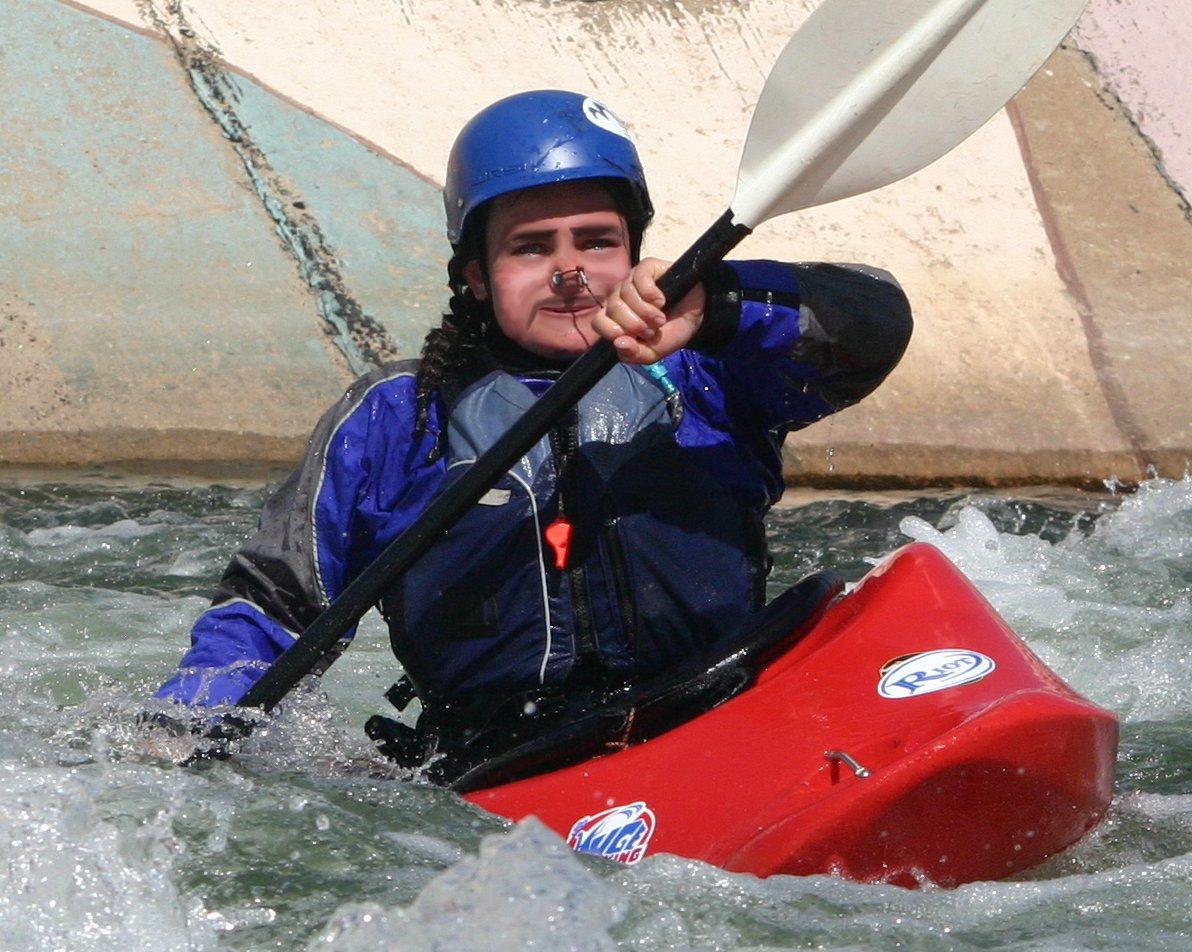
Links gekantetes Kajak: Der Paddler sitzt aufrecht im Boot

Kanten, Ankanten oder Aufkanten bezeichnet beim Kanufahren die kontrollierte Erzeugung einer seitlichen Schräglage des Kanus. Dabei sitzt der Paddler in der Regel aufrecht im Boot. Bei einem rechts (auf-)gekanteten Kanu ist die rechte Seite etwas aus dem Wasser gehoben, während die linke Seite etwas tiefer im Wasser liegt; von hinten gesehen verläuft die „aufrechte“ Achse des Kanus von links oben nach rechts unten ("Drehung des [Boots] um seine Horizontalachse nach links"). Ein links (auf-)gekantetes Kanu liegt spiegelbildlich im Wasser.
Das Kanten ist eine der wichtigsten Techniken beim Kanufahren. Es wird einerseits zum Steuern des Kanus eingesetzt. Zum anderen dient es, besonders in Strömungsgewässern, zur Gleichgewichtsregulierung, damit das Boot nicht kentert. Das Kanten spielt außerdem eine wichtige Rolle für Figuren beim Kanurodeo (Spielbootfahren) und Squirtboating. 
Canadierpaddler, insbesondere Solopaddler, die ihr Boot mit dem Stechpaddel vorwiegend auf einer Seite vorantreiben, sind in besonderem Maße auf Ankanttechniken zur Lenkung und zur Stabilisierung ihres Bootes angewiesen. Paddler in Wildwassercanadiern können Kippbewegungen des Bootes nur auf der aktiven Seite abfangen und sorgen durch Ankanten des Bootes dafür, dass ein Abkippen des Bootes ausschließlich nach der Seite stattfinden kann, auf der es auch abgefangen werden kann. Bei Solopaddeltechniken wie dem Canadian Style kniet der Paddler seitlich so im Boot, dass es sich beständig in aufgekantetem Zustand befindet.

## Technik des Kantens

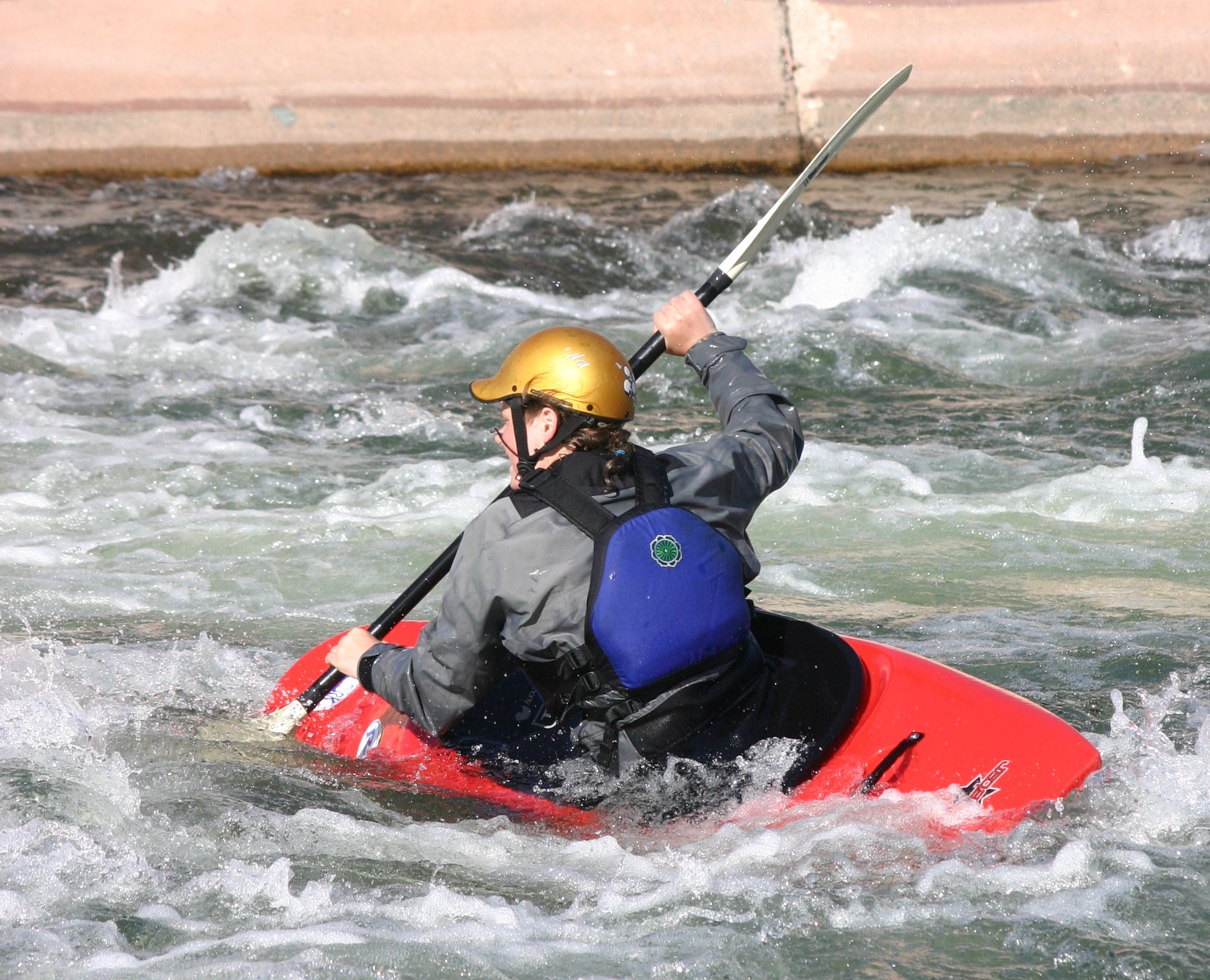
Rechts gekantetes Kajak von hinten

Die Gewichtsverlagerung für das Kanten wird durch eine seitliche Verlagerung des Oberkörpers (leichtes „Abknicken“ in der Hüfte) erzeugt. Gleichzeitig wird auf der Bootsseite, die aus dem Wasser gehoben werden soll, das Knie (Kajak) bzw. der Oberschenkel/das Bein (in kniender Stellung gefahrener Canadier) angehoben. Falls der Bootstyp es erlaubt (Seekajak), kann auch das entgegengesetzte Bein durchgestreckt werden.
Wichtig ist für das Gleichgewicht, dass Oberkörper und Kopf gerade über dem Kanu gehalten werden (können) und nicht bloß seitwärts gelehnt werden. Um das Gleichgewicht beim seitlichen Lehnen zu halten, wird oft seitliches Abstützen (insb. Paddelstütze) nötig. Lehnen kann allerdings manchmal sinnvoll sein; das gilt etwa beim Seitwärtssurfen, bei dem die Strömung oft so stark auf das Kanu einwirkt, dass das Gewicht des stromabwärts gelehnten Oberkörpers eingesetzt werden muss, um das Kanu gekantet zu halten. 
Der maximal mögliche Winkel beim Kanten hängt vom Kanu, dem befahrenen Gewässer und dem Können des Paddlers ab. Erfahrene Paddler können ihr Boot oft auf 30° gekantet halten. Wichtiger als der maximale Winkel ist dabei die Stabilität des Kantens: Ein Paddler, der sein Boot stetig z. B. auf 10° kanten kann, hat eine bessere Kontrolle und damit Manövrierfähigkeit als ein Paddler, der sein Boot kurzfristig auf 15° kantet, diese Position aber nicht halten kann.

## Anwendungen des Kantens
Das Kanten wird für mehrere Zwecke eingesetzt. 

### Steuern

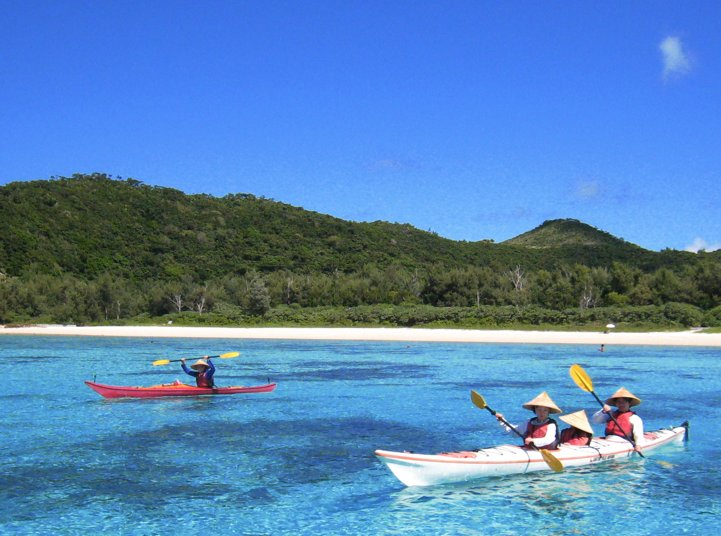
Seekajaks laufen sehr gut geradeaus, sind aber schwerer zu drehen

Zum Steuern wird das Kanu leicht nach „außen“ gekantet. So wird für eine Rechtskurve die linke Bootsseite tiefer ins Wasser gedrückt bzw. die rechte Bootsseite aufgekantet; für eine Linkskurve wird die rechte Bootsseite stärker belastet. Das Kanten wird vor allem bei kleineren Booten in der Regel in Verbindung mit entsprechenden Paddelschlägen eingesetzt; dabei wird für eine Rechtskurve auf der linken Bootsseite stärker als auf der rechten gepaddelt und umgekehrt.
Wenn ein Kanu generell zu einer Seite gedrückt wird (z. B. durch Seitenwind oder ungleiche Gewichtsverteilung), wird ein Kanu zum Ausgleich entgegengesetzt gekantet. So wird beispielsweise bei einem starken Wind von der rechten Seite, der das Kanu beständig nach links drückt, die rechte Seite aufgekantet.
Bedeutung für das Steuern hat das Kanten insbesondere für Wanderkanus mit langer Wasserlinie und geringem Kielsprung. Sie fahren vorzüglich und relativ schnell geradeaus (Spurtreue). Sie sind dadurch jedoch weniger manövrierfähig, weshalb das Kanten für Kursänderungen besonders wichtig ist.

#### Wirkung des Kantens beim Steuern

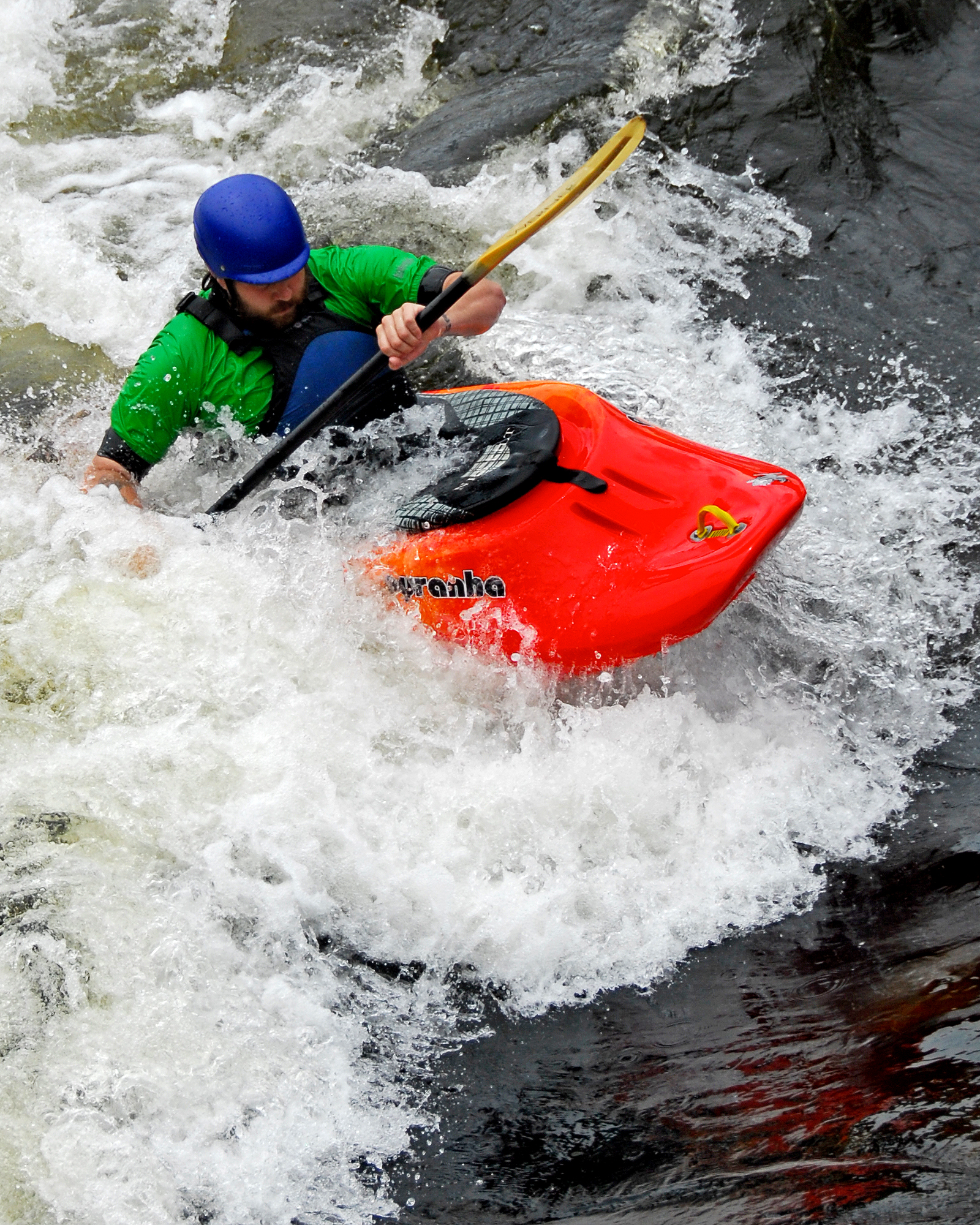
Vorwärtssurfen: leicht links, d. h. flussaufwärts (rechts vom Betrachter) gekantetes Kajak

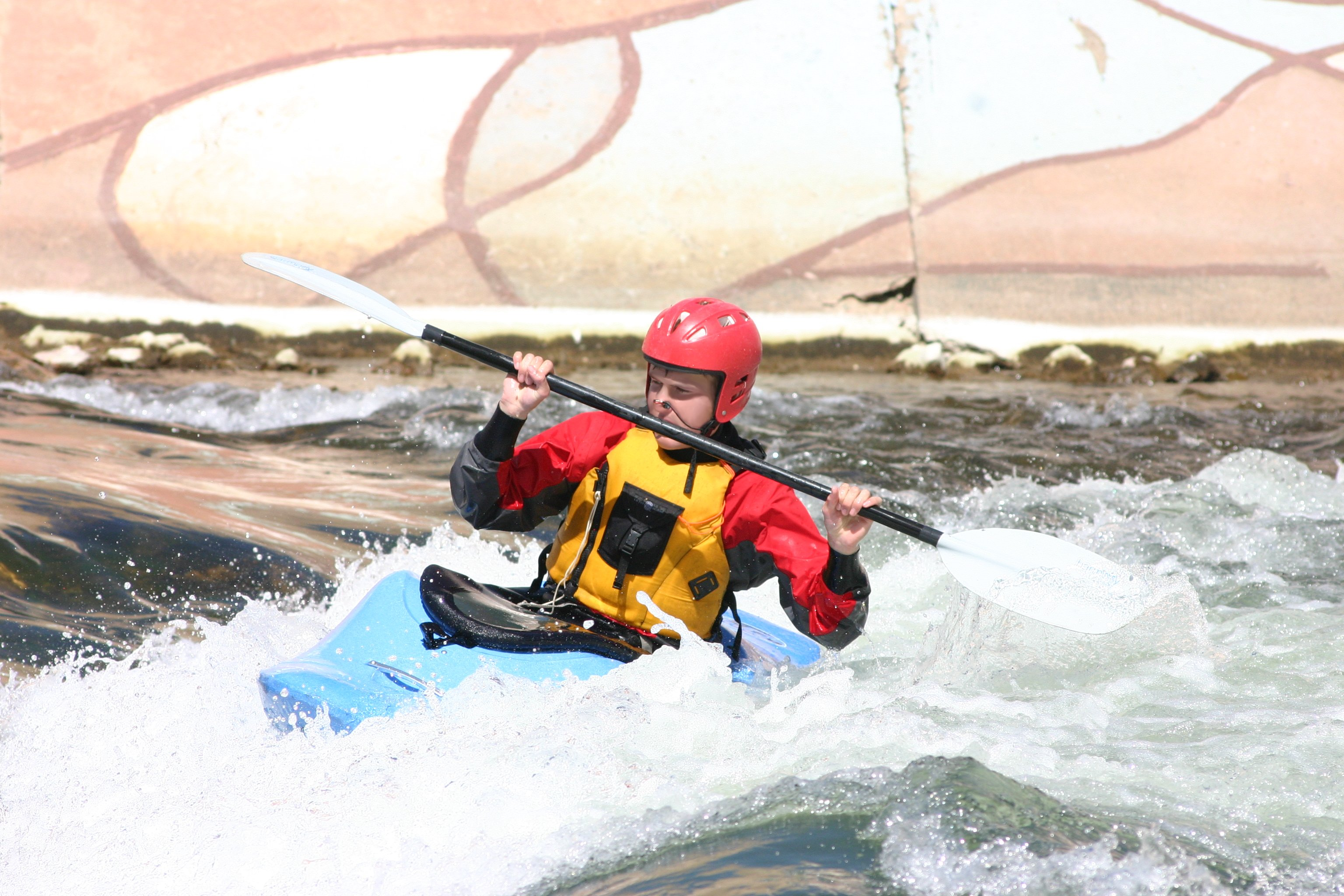
Der seitwärts surfende Paddler hebt seine flussaufwärts (links vom Betrachter) zeigende Bootsseite und lehnt sich flussabwärts

Kanten verringert die Länge der Wasserlinie eines Kanus und erhöht – vor allem bei Booten mit niedrigem Kielsprung – den Kielsprung. Dadurch wird das gekantete Kanu manövrierfähiger. Bei Booten mit hohem Kielsprung spielt das Kanten für das Steuern daher eine geringere Rolle, da sie ohnehin schon jene Manövrierfähigkeit besitzen.
Außerdem reagieren Kanus stark auf die Wasser-Umströmung des Bootsrumpfes. Sie kann durch Kanten beeinflusst werden, da dabei asymmetrisch die gekantete Seite etwas aus dem Wasser gehoben wird, während die andere Seite des Kanus tiefer ins Wasser gedrückt wird und sich ihre Fläche vergrößert. An der gekanteten Bootsseite ist damit eine kleinere Oberfläche des Bootsrumpfes unter Wasser als auf der tiefergelegenen Bootsseite. Dieser Unterschied fällt je nach Rumpfform (z. B. relativ steile oder flache Bootsseiten) unterschiedlich stark aus, wirkt aber prinzipiell gleich: Es entsteht ein hydrodynamischer Drehimpuls, der ein vorwärtsfahrendes, rechts gekantetes Kanu in eine Linkskurve treibt und umgekehrt.

### Kanten in Strömungsgewässern
In Strömungsgewässern wird die der Strömung zugewandte Bootsseite aufgekantet. Dadurch wird verhindert, dass die Strömung über das Deck des Bootes fließt, es unter Wasser drückt und damit das Boot zum Kentern bringt.
Genau genommen handelt es sich dabei stets um die Strömung relativ zum Kanu oder anders ausgedrückt um Geschwindigkeitsunterschiede: Wenn das Boot von ruhigerem Wasser in die Strömung hinausfährt, muss entsprechend die flussaufwärts zeigende Bootsseite aufgekantet werden. Fährt das Kanu hingegen in einer schnellen Strömung und soll in ein ruhiger fließendes Wasser gelenkt werden, „bewegt“ sich dieses Wasser relativ zum Boot flussaufwärts – entsprechend muss flussabwärts gekantet werden. Dabei muss ein stärkerer Strömungsunterschied durch vergleichsweise stärkeres Kanten ausgeglichen werden; sehr schwache Strömungsunterschiede können hingegen ignoriert werden.
Das gleiche Prinzip findet beim Überqueren von Strömungsgewässern per Seilfähre Anwendung. Bei der Seilfähre wird nicht geradewegs auf die gegenüberliegende Seite zugehalten, sondern schräg gegen die Strömung angefahren, um ganz oder teilweise den Abtrieb durch die Strömung auszugleichen. Dadurch besteht wiederum ein Strömungsunterschied zwischen Kanu und (heranfließendem) Wasser, weshalb wieder flussaufwärts gekantet werden muss.
Beim Surfen (siehe Kanurodeo) wird das Kanten entsprechend eingesetzt und auf der Seite des heranfließenden Wassers, d. h. auf Walzen und stehenden Wellen in der Regel flussaufwärts, gekantet. Das ist sowohl beim Vorwärtssurfen (flussaufwärts) wie auch beim Rückwärts- (flussabwärts) und Seitwärtssurfen der Fall. Beim Surfen kann das Kanten außerdem zur Steuerung eingesetzt werden: Wie im Flachwasser dreht sich das Boot „um“ seine niedriger gehaltene Bootsseite, was insbesondere beim Carving eingesetzt wird, bei dem der Paddler das Boot flussaufwärts relativ steil kantet.

### Kanten für Figuren
Für Spielbootfahrer und Squirtboater, die mit ihren Kanus Figuren fahren, spielen Gewichtsverlagerungen und das Kanten eine zentrale Rolle. So ist verlässliches Kanten eine der Grundvoraussetzungen, um ein Boot in Flachwasser auf Heck oder Bug aufzurichten. Kanten ist außerdem erforderlich für einige der Figuren, bei denen der surfende Paddler sein Boot und sich selbst kurz in die Luft wirft und beispielsweise um seine Achse dreht (aerial moves).

## Einzelnachweis
1. 1 2 3 4  Udo Beier (6. Januar 2009). Kanten. Eine oft vernachlässigte Paddeltechnikkomponente. (PDF-Datei; 48 kB) auf www.kanu.de (abgerufen am 7. April 2009)